# Ácido alfa-linolénico
El ácido α-linolénico (ALA) es un ácido graso poliinsaturado esencial de la serie omega-3. Es un componente de muchos aceites vegetales comunes y es importante para la nutrición humana.

## Bioquímica
La fórmula molecular del ALA es C18H30O2, de masa molar 278.43 g/mol. En cuanto a su estructura, se trata del ácido (con todos los dobles enlaces en cis) 9,12,15-octadecatrienoico. En la literatura bioquímica, se le da el nombre 18:03Δ9,12,15 (donde el 18 es el número de átomos de carbono, el 3 número de dobles enlaces y las cifras sucesivas al Δ “delta” la posición de los dobles enlaces comenzando a contar desde el extremo carboxílico -COOH de la molécula). Químicamente, ALA es un ácido carboxílico y el isómero del ácido gamma-linolénico, un ácido graso omega 6. No se debe confundir el ácido alfa-linolénico con el ácido linoleico. Este último es el ácido graso omega-6 de configuración 18:2Δ9,12.

## Papel en la nutrición y salud
El ácido α-linolénico es un miembro del grupo de ácidos grasos esenciales llamados omega-3, así llamados porque no se pueden producir dentro del organismo y deben ser adquiridos a través de la dieta de todos los mamíferos. La mayoría de las semillas y sus aceites son más ricas en el omega 6 ácido linoleico, también un ácido graso esencial. Sin embargo, el ácido linoleico y otros ácidos grasos omega 6 compiten con los omega 3 por formar parte de las membranas celulares y tienen además diferentes efectos en la salud humana. 
Hay estudios mostrando evidencias de que el ALA está asociado a un riesgo menor de enfermedad cardiovascular, por un mecanismo aún no entendido. El cuerpo convierte el ALA en ácidos grasos de cadena más larga, el ácido eicosapentaenóico (EPA) y el ácido docosahexaenóico (DHA). No se sabe si el efecto protector en contra de arritmias cardíacas es ejercida por el ALA mismo o por los productos metabólicos eicosanoideos. También se ha sugerido en algunas investigaciones que existe un mayor efecto neuroprotector en modelos vivos para la isquemia y ciertos tipos de epilepsias. Algunos estudios han enlazado al ALA con cáncer de próstata rápidamente progresiva y degeneración macular,
aumentando el riesgo un 70% por encima de los sujetos control, es decir, los que no recibieron el ALA. Sin embargo, un estudio más amplio y completo realizado en 2006 no encontró ninguna asociación entre el consumo total del ALA y el riesgo total del cáncer de próstata.